# Sartaque
Sartaque (em tártaro: Сартак, Sartak) ou Sartague (em mongol: Сартаг, Sartag; 1256) era um filho de Batu (r. 1226–1255). Em 1252, Sartaque foi enviado por Batu para lidar com André II (r. 1249–1252), que se recusou a ir até Caracórum para participar na eleição de Mangu em 1251. Com a ajuda de seu amigo Alexandre I (r. 1252–1263), derrotaram André, que fugiu à Suécia.
Em 1253, quando o rei Luís IX da França (r. 1226–1270) estava em Acre, soube que Sartaque governava sobre a Crimeia e que era cristão. Com isso, enviou uma embaixada sob Guilherme de Rubruquis com vestimentas, vasos, livros e o saltério iluminado com ouro da sua rainha e esposa Margarida para instruir Sartaque e converter os mongóis. A embaixada chegou por volta de maio e foi enviado por Sartaque a seu pai Batu, que por sua vez o enviou ao grão-cã Mangu (r. 1251–1259).
Batu faleceu em 1255, e foi sucedido por Sartaque. Seu reinado, no entanto, foi breve, com ele falecendo em 1256, quiçá envenenado. Foi então sucedido por seu filho Ulagueche.